# 多刺光眼虫
多刺光眼虫（学名：Actinomma multispinula）为星球虫科光眼虫属的动物。在中国，分布于南海等海域。